# Баколет
Баколет (енгл. Bacolet) је град и предграђе у граду Скарбороу на острву Тобаго, Република Тринидад и Тобаго. Сам град лежи испод тврђаве Кинг Џорџ у заливу Баколет, одмах изван центра града, југоисточно од главног града острва. То је један од најразвијенијих делова Тобага и тамо живи велики део високог друштва на острву. Ту је и много вила и хотела за туристе.

## Историја
Име града је француског порекла и потиче од истоимене плантаже, која се налазила на месту града до 1930-их. Овде је 1843. године изграђен светионик. До краја 19. века шећер се добијао од шећерне трске помоћу ветрењача..

## Туризам
Једна таква туристичка дестинација је Баколет Бич клаб, уточиште које се налази у заливу Баколет.
Стадион Двајт Јорк се налази у Баколету.